# カルフーン郡 (ミシガン州)
カルフーン郡（英: Calhoun County）は、アメリカ合衆国ミシガン州の郡である。人口は13万4310人（2020年）。郡庁所在地はマーシャルであり、同郡で人口最大の都市はバトルクリークである。
カルフーン郡はその全体でバトルクリーク都市圏を構成している。1829年10月19日に設立され、郡名は当時アンドリュー・ジャクソン大統領の下で副大統領を務めていたジョン・カルフーンに因んで名付けられた。ミシガン州にはジャクソン内閣の閣僚の名をつけた郡が多く、カルフーン郡もその「内閣郡」の1つである。郡政府は1833年3月6日に組織化された。

## 地理
アメリカ合衆国国勢調査局に拠れば、郡域全面積は718.44平方マイル (1,860.8 km2)であり、このうち陸地708.72平方マイル (1,835.6 km2)、水域は9.72平方マイル (25.2 km2)で水域率は1.35%である。

### 特徴的な地形
- カラマズー川
- バトルクリーク川
- セントジョセフ川
- ゴグアック湖

### 主要高規格道路
- 州間高速道路69号線
- 州間高速道路94号線
- 州間高速道路194号線
- 州間高速道路94号線産業道路、アルビオンに入る
- 州間高速道路94号線産業道路、バトルクリークに入る
- 州間高速道路94号線産業道路、マーシャルに入る

|width="40%"|
- ミシガン州道37号線
- ミシガン州道60号線
- ミシガン州道66号線
- ミシガン州道78号線
- ミシガン州道89号線
- ミシガン州道96号線
- ミシガン州道99号線
- ミシガン州道199号線
- ミシガン州道227号線
- ミシガン州道294号線
- ミシガン州道311号線

### 隣接する郡
- イートン郡 - 北
- バリー郡 - 北西
- ジャクソン郡 - 東
- カラマズー郡 - 西
- ヒルズデール郡 - 南東
- ブランチ郡 - 南
- セントジョセフ郡 - 南西

## 人口動態
以下は2010年の国勢調査による人口統計データである。
| 基礎データ - 人口: 136,146人 - 世帯数: 54,016 世帯 - 家族数: 35,220 家族 - 人口密度: 74人/km2（193人/mi2） - 住居数: 61,042軒 - 住居密度: 33軒/km2（86軒/mi2） 人種別人口構成 - 白人: 79.8% - アフリカン・アメリカン: 10.7% - ネイティブ・アメリカン: 0.5% - アジア人: 1.6% - その他の人種: 0.1% - 混血: 2.7% - ヒスパニック・ラテン系: 4.5% 年齢別人口構成 - 18歳未満: 24.2% - 18-24歳: 9.3% - 25-44歳: 24.0% - 45-64歳: 27.7% - 65歳以上: 14.8% - 年齢の中央値: 39歳 - 性比（女性100人あたり男性の人口） - 総人口: 95.5 - 18歳以上: 92.5 | 世帯と家族（対世帯数） - 18歳未満の子供がいる: 31.2% - 結婚・同居している夫婦: 45.3% - 未婚・離婚・死別女性が世帯主: 14.6% - 非家族世帯: 34.8% - 単身世帯: 28.8% - 65歳以上の老人1人暮らし: 17.4% - 平均構成人数 - 世帯: 2.44人 - 家族: 2.98人 収入と家計 - 収入の中央値 - 世帯: 42,921米ドル - 家族: 49,964米ドル - 性別 - 男性: 25,712米ドル - 女性: 18,298米ドル - 人口1人あたり収入: 20,661米ドル - 貧困線以下 - 対人口: 16.2% - 対家族数: 11.7% - 18歳未満: 23.9% - 65歳以上: 5.8% |

## 郡政府
郡政府は郡監獄の運営、地方道の維持、地方裁判所の運営、権利譲渡と抵当権設定記録など重要記録の維持、公衆衛生規制の管理、福祉など社会サービスの項目で州の施策への参加を行う。郡政委員会は予算を管理するが、法や条例を作るのは限定付き権限である。ミシガン州では、警察と消防、建設と区画割、税評価、街路維持など地方政府の大半機能は個々の都市と郡区の責任である。

## 郡区
カルフーン郡は下記19の郡区に分割されている。

| - アルビオン - アセンズ - ベドフォード・チャーター - バーリントン | - クラレンス - クラレンドン - コンビス - エックフォード | - エメット・チャーター - フレドニア - ホーマー - リー | - レロイ - マレンゴ - マーシャル - ニュートン | - ペンフィールド・チャーター - シェリダン - テコンシャ |

## 都市と町
| 都市 - バトルクリーク - マーシャル - 郡庁所在地 - アルビオン - スプリングフィールド | 村 - アセンズ - バーリントン - ホーマー - テコンシャ - ユニオンシティ（部分） |

未編入の町

| - アルビオンランディング - バブコック - ビードルレイク - ベドフォード - ベントリーズコーナーズ - ブラウンリーパーク - セレスコ - シャーロットランディング | - クラレンスセンター - クラレンドン - コンディット - ダックレイク - イーストレロイ - エックフォード - グリーンフィールドパーク - ジョッパ | - リーセンター - レベルパーク - オークパーク - メイプルハースト - マレンゴ - オールドミルガーデンズ - オーチャードパーク - パーテロ | - ペンフィールド - パインクリーク - パインクリーク・インディアン居留地 - ライスクリーク - ソノマ - スプリングフィールドプレース - スタンリーコーナーズ - サンライズハイツ | - ベローナ - ウォルナットポイント - ワットルズパーク - ウェストレロイ - ライツコーナーズ |

## 歴史銘板
郡内には83か所に公式の州指定歴史銘板がある。